# Coenoptychus
Coenoptychus pulcher es una especie de araña araneomorfa de la familia Corinnidae. Es el único miembro del género monotípico Coenoptychus. Se encuentra en India y Sri Lanka.